# Hemigomphus atratus
Hemigomphus atratus é uma espécie de libelinha da família Gomphidae.
É endémica da Austrália.
Os seus habitats naturais são: rios.